# Mike Brown (peleador)
Mike Brown (Portland, Maine; 18 de septiembre de 1975) es un artista marcial mixto estadounidense retirado, que actualmente es el entrenador principal de MMA del American Top Team. Como luchador, Brown fue un ex campeón de peso pluma de la World Extreme Cagefighting (WEC) y también compitió en la división de peso pluma de la Ultimate Fighting Championship (UFC) antes de retirarse en 2014 para convertirse en entrenador de MMA a tiempo completo. Es el entrenador principal de muchos luchadores actuales de UFC, incluidos Dustin Poirier, Alexandre Pantoja, Bo Nickal, Mateusz Gamrot y Renato Moicano.

## Primeros años
Mike Brown luchó en la escuela secundaria Bonny Eagle en Standish (Maine), donde ganó un campeonato estatal en 1992, su tercer año. Luego pasó a luchar en la Universidad de Norwich, donde era conocido por su capacidad de concentración. Aunque era un estudiante promedio en la escuela secundaria, pudo aplicar su concentración a lo académico y se destacó como atleta académico en la universidad. Según el entrenador de lucha libre de Norwich, Rich Hasenfus, Brown era uno de los atletas más inteligentes y luchadores más fuertes de Norwich.

## Carrera de artes marciales mixtas

### Carrera temprana
Brown había peleado en varios eventos de MMA, incluyendo más recientemente WEC, donde fue el campeón de peso pluma. En 2005, Brown sufrió una derrota que casi termina con su carrera en DEEP 22 en Japón. El oponente de Brown, el conocido experto en llaves de pierna Masakazu Imanari, dislocó SU pierna hasta el punto de que su pierna quedó fuera y al costado de la articulación de su rodilla. Sus únicas otras derrotas previas a WEC fueron ante luchadores de clase mundial; además de Imanari, solo Joe Lauzon, Genki Sudo y Hermes Franca habían derrotado a Brown en camino al récord de 18-4 de Brown.

### World Extreme Cagefighting
Tras una racha de seis victorias consecutivas, Mike Brown firmó con la división de peso pluma de WEC. Su debut en la promoción fue contra el experto en jiu-jitsu brasileño Jeff Curran en WEC 34. En cada ronda, Brown igualó la postura de Curran y luego lo derribó y anotó desde arriba con codazos y puñetazos. Brown ganó las tres rondas en camino a una victoria por decisión unánime.
Luego, a Brown se le ofreció una oportunidad por el Campeonato de peso pluma de la WEC con una pelea contra Urijah Faber en WEC 36. La pelea originalmente estaba programada para llevarse a cabo en Hollywood , Florida, el 10 de septiembre de 2008, pero se pospuso al 5 de noviembre de 2008 debido al huracán Ike. En ese momento, Faber había tenido el título durante más de dos años y medio y era ampliamente considerado como el mejor peleador de 145 libras del mundo. Brown dio la bienvenida a la oportunidad de pelear contra los mejores del mundo y sintió que su entrenamiento con American Top Team lo había preparado bien. Cuando el gran favorito Faber intentó un arriesgado golpe de codo, Brown contraatacó con un gancho de derecha a la mandíbula, derribando al campeón. Brown luego siguió con una ráfaga de golpes sin respuesta y la pelea se canceló a los 2:23 del primer asalto. Brown ganó por nocaut técnico y fue declarado el nuevo campeón de peso pluma de la WEC.
La primera defensa del título de Brown fue contra Leonard García como el evento principal de WEC 39. García salió muy agresivo, pero cometió un error y dio vueltas en la dirección equivocada. Brown aprovechó el error, derribando a García con un gran derechazo. Siguió con una andanada de golpes y codazos, uno de los cuales abrió un corte en la frente de García. Brown tomó la espalda de García y trabajó sin éxito para un estrangulamiento trasero desnudo. García puso a Brown de nuevo en su guardia, pero Brown pasó a una montura completa y aseguró un estrangulamiento de triángulo de brazo. García se rindió a los 1:57 del primer asalto. Brown dijo que realmente no se sentía como el campeón después de la pelea con Faber, pero estaba feliz de haberse establecido como el campeón con su victoria sobre García.
La segunda defensa de Brown llegó en una revancha contra el ex campeón Urijah Faber como el evento principal de WEC 41 : Brown vs. Faber 2. Brown ganó la pelea por decisión unánime. Las tarjetas de puntuación fueron 49-46, 48-47 y 49-46, todas a favor de Brown, lo que lo consolidó como el mejor peso pluma del mundo.
Después de su victoria unánime en diciembre sobre Faber, Brown perdió su Campeonato de peso pluma de la WEC contra José Aldo el 18 de noviembre de 2009 en WEC 44. Brown perdió por nocaut en el segundo asalto.
Brown derrotó al recién llegado a WEC Anthony Morrison el 10 de enero de 2010, en WEC 46, por sumisión en el primer asalto.
Brown se enfrentó a Manvel Gamburyan el 24 de abril de 2010 en WEC 48. Gamburyan derrotó a Brown por KO en el primer asalto.
La siguiente pelea de Brown fue contra Cole Province en WEC 51. Ganó la pelea por nocaut técnico (golpes) en el primer asalto.

### Ultimate Fighting Championship
El 28 de octubre de 2010, WEC se fusionó con el UFC. Como parte de la fusión, todos los luchadores de WEC fueron transferidos allí. Brown se enfrentó por primera vez a Diego Nunes el 1 de enero de 2011 en UFC 125. Perdió la pelea por decisión dividida.
Brown volvió a la acción de inmediato para enfrentar a Rani Yahya el 22 de enero de 2011 en UFC Fight Night 23, reemplazando al lesionado Jung Chan-sung. Perdió la pelea por decisión unánime.
Brown estuvo fuera hasta mediados de 2011 recuperándose de una cirugía en su mano que se lesionó durante la pelea con Yahya. El 6 de agosto de 2011, Brown se enfrentó a Nam Phan en UFC 133. Ganó la pelea por decisión unánime, lo que le valió su primera victoria en UFC.
Se esperaba que Brown se enfrentara a Vagner Rocha el 20 de enero de 2012 en UFC on FX 1. Sin embargo, Brown se vio obligado a abandonar la pelea por una lesión en la rodilla.
Brown se enfrentó a Daniel Pineda el 26 de mayo de 2012 en UFC 146. Derrotó a Pineda por decisión unánime. En una entrevista con Ariel Helwani después de la pelea, Brown declaró que se daría dos semanas para considerar retirarse en función de cómo se sintiera su cuerpo después de recuperarse. El 4 de julio de 2012, Brown firmó un contrato de 5 peleas en la promoción.
Se esperaba que Brown se enfrentara a Akira Corassani el 17 de agosto de 2013 en UFC Fight Night 26. Sin embargo, Corassani se retiró de la pelea y fue reemplazado por Steven Siler. Brown perdió la pelea por nocaut en el primer asalto.
Se esperaba que Brown se enfrentara a Estevan Payan el 19 de abril de 2014 en UFC on Fox 11. Sin embargo, Brown se vio obligado a abandonar la pelea debido a una lesión y fue reemplazado por el recién llegado promocional Alex White.

## Campeonatos y logros
- World Extreme Cagefighting
  - Campeonato de Peso Pluma de WEC (una vez)
  - Pelea de la Noche (Una vez)
  - Nocaut de la Noche (Una vez)
  - Sumisión de la Noche (Una Vez)

- Absolute Fighting Championships
  - Campeonato de Peso Pluma de AFC (una vez)

- CombatPress.com
  - Entrenador del año (2016)
  - Entrenador del año (2017)
  - Entrenador del año (2018)
  - Entrenador del año (2019)

- World MMA Awards
  - Entrenador del año 2018
  - Entrenador del año 2023

## Récord en artes marciales mixtas
| Récord profesional | Récord profesional | Récord profesional |
| 30 peleas          | 26 victorias       | 9 derrotas         |
| ------------------ | ------------------ | ------------------ |
| Nocaut             | 5                  | 3                  |
| Sumisión           | 13                 | 4                  |
| Decisión           | 8                  | 2                  |